# Travná hora
Travná hora (1124 m) je druhá nejvyšší hora Rychlebských hor. Nachází se 3 km severozápadně od Petříkova u česko-polské hranice. Rozlehlá vrcholová plošina je v současnosti odlesněná, zbytek hory je zalesněný smrkem. V nejvyšším místě vrcholové plošiny jsou četné izolované skalky.

## Přístup
Na Travnou horu nevede žádná značená turistická cesta. Nejjednodušší přístup vede z Petříkova po červeně značené cestě až k rozcestí Císařská lovecká chata, kde doprava odbočuje zeleně značená cesta na Smrk, která po 500 m stoupání odbočuje opět doprava a Travnou horu obchází z východu. Od tohoto místa pokračuje vzhůru neznačená pěšina, která vede až na vrcholovou plošinu Travné hory. Celková vzdálenost z Petříkova je asi 3 km s převýšením 350 m.